# Arrondissement de Pignerol
L'arrondissement de Pignerol est une ancienne subdivision administrative française du département du Pô créée le 11 septembre 1802 dans le cadre de la nouvelle organisation administrative mise en place par Napoléon Ier en Italie et supprimé le 11 avril 1814, après la chute de l'Empire.

## Composition
L'arrondissement de Pignerol comprenait les cantons de Briquéras, Cavour, Cumiana, Fenestrelle, None, La Pérouse, Pignerol, La Torre Pélis, Valbalsille, Vigone et Villefranche.